# Navadna sretena
Navadna sretena (znanstveno ime Geum urbanum) je trajnica iz družine rožnic.

## Opis
Rastlina zraste med 20 in 60 cm, steblo je tanko in poraščeno s tankimi dlačicami. Proti vrhu se steblo cepi na tanjše vejice. Cvetovi so rumeni, v premeru pa dosežejo med 7 mm in 1 cm. Cvet sestavlja pet venčnih listov, rastlina pa cveti med majem in septembrom. Plod je orešek, obdan z bodičasto lupino, ki doseže premer med 17 in 20 mm. Pri tleh ima rastlina venec listov z dolgimi peclji, ki se delijo na pet do sedem krp. Stebelni listi so manjši in imajo kratke peclje. Razdeljeni so na tri krpe in so na gosto poraščeni z dlačicami. Njihov rob je nazobčan.
Rastlina ima od 3 do 7 cm dolgo ter 1 do 2 cm debelo koreniko, ki vsebuje čreslovine, grenčine in eterično olje.
- Popki in cvet
- Cvet
- Nezrel plod

## Razširjenost in uporabnost
Navadna sretena raste na pusti podlagi. Najpogosteje jo najdemo ob gozdnih robovih, ob živih mejah in ob zapuščenih stavbah.
V tradicionalni medicini so prevretek iz zdrobljene korenine uporabljali za pomirjanje želodca in za ustavljanje driske. Za uporabo v zdravilne namene se koreniko nabira marca in aprila ter septembra in oktobra.